# Mauks Mátyás
Farkasfalvi Mauks Mátyás (Mohora, 1825. február 5. [keresztelés dátuma] – Balassagyarmat, 1876. január 14.) szolgabíró, ügyvéd, Mikszáth Kálmánnak előbb hivatali főnöke, majd  apósa.

## Élete
Mauks György és Platthy Johanna fiaként született. 1861-ben megválasztották a kékkői járás szolgabírájává. 1872-ben jelölték megyei főügyésznek is, de három szavazat híján nem nyerte el a tisztséget.  Felesége Hercsúth Kornélia volt, akitől több gyermeke született, köztük Mauks Ilona, aki később Mikszáth Kálmán felesége lett. Mauks Mátyás 1876-ban hunyt el Balassagyarmaton, tüdővészben. Mohorán temették el a családi sírboltban. Haláláról beszámolt a Vasárnapi Újság.
Mikszáth Kálmán róla mintázta Nicsy István szolgabíró alakját A tekintetes vármegye című kötetének egyik történetében.